# SLON

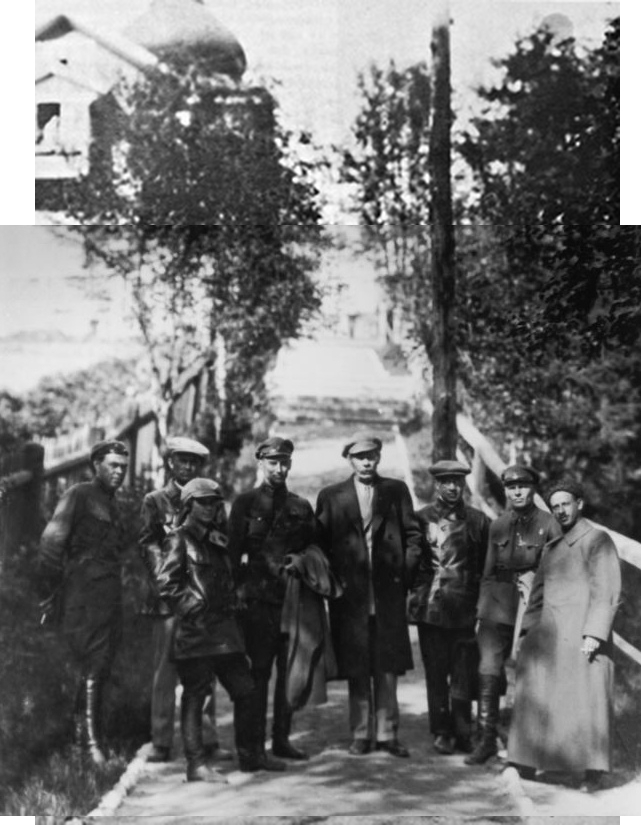
Maksim Gor'kij al campo, nel 1929

SLON acronimo di Soloveckij Lager' Osobogo Naznačenija in russo Соловецкий Лагерь Особого Назначения? (campo per scopi speciali) era un gulag che si trovava sulle isole Soloveckie. L'acronimo contiene un gioco di parole: slon (слон), in lingua russa, significa 'elefante'.

## Storia
In seguito all'avvento al potere dei bolscevichi in Russia nel 1917, la proprietà dell'arcipelago fu requisita dallo Stato. Con un decreto firmato da Lenin, gli edifici del monastero furono espropriati e riconvertiti appunto in campi di prigionia . Il campo di lavori forzati fu aperto dai bolscevichi nel 1921 in una delle isole, per detenere i prigionieri della guerra civile.
Le isole furono scelte come luogo di detenzione di prigionieri politici in seguito ad un avvenimento accaduto nel 1923. In quell'anno, in una prigione a Vjatka (oblast' di Kirov), alcuni reclusi avevano inscenato una protesta clamorosa dandosi fuoco. Il fatto provocò una profonda emozione nella società russa. Il governo decise allora di trasportare i prigionieri in luoghi di detenzione più lontani dalle città. Si pensò alle isole Solovki: l'arcipelago è situato a 1.200 km da Mosca e 700 km da Leningrado, abbastanza lontano affinché l'eco di eventuali rivolte non potesse giungere fino alle orecchie del popolo russo. Il primo contingente di detenuti politici, cinquecento, arrivò nell'arcipelago nel giugno del 1923. 
Uno dopo l'altro, furono aperti campi di detenzione su tutte le isole.
Negli anni seguenti, oltre agli oppositori politici, furono inviati alle Solovki criminali comuni, religiosi, membri dell'alta società zarista.

## Dati e cifre
(Regola fondamentale dei campi di lavoro forzato in URSS)
Ecco l'impressione che ricevette un prigioniero, quando entrò per la prima volta nel dormitorio:
(Michail Nichonov, 1928)
Nell'arco di sedici anni, dal 1923 al 1939, transitarono dalle Isole Solovki 850.000 prigionieri.
Nel 1929 si contavano nelle sei isole 39 campi di lavoro. La detenzione arrivò a riguardare fino a 70.000 persone in contemporanea. Negli anni trenta i detenuti più rappresentati erano, sorprendentemente, contadini (il 67% dei reclusi).
Le condizioni di vita nel campo erano pessime. L'indice di mortalità era altissimo. Le principali cause di decesso furono: dissenteria, scorbuto, tubercolosi, tifo petecchiale. Nel solo inverno 1929-30 si svilupparono 25.500 casi di tifo, colpendo quasi la metà dei coscritti.
Nel campo si effettuarono due fucilazioni di massa: nel 1929 e nell'ottobre del 1937: in questa seconda circostanza vennero trasferiti in Carelia 1.111 detenuti, dei quali 6241 furono assassinati nella radura di Sandarmoch.
Negli anni sessanta il campo di lavoro è stato progressivamente spopolato.
Aleksandr Solženicyn ne fece il prototipo dell'universo concentrazionario sovietico nella celeberrima opera Arcipelago Gulag (1973): «La specificità del Gulag è frutto dei principii sperimentati alle Isole Solovki: l'utilizzo dei forzati per risparmiare, il prolungamento arbitrario della detenzione con nuove condanne all'esilio, la subordinazione dei detenuti politici ai criminali, l'interdipendenza tra razione alimentare e lavoro e, infine, l'umiliazione costante dei prigionieri attraverso un regime che calpesta i diritti umani più elementari».
Secondo una ricerca storica pubblicata nel 2009 Adolf Hitler, ben prima della sua ascesa al potere (datata gennaio 1933) avrebbe mandato suoi emissari nelle isole Solovki per "studiare" il sistema concentrazionario sovietico. I risultati avrebbero soddisfatto gli inviati di Hitler, tanto che la Germania nazista avrebbe creato la propria rete di lager sul modello dei campi di lavoro sovietici. Tale tesi riprende di fatto quanto sostenuto dallo storico Ernst Nolte, nel suo saggio La guerra civile europea, 1917-1945. Nazionalsocialismo e bolscevismo, del 1987. In questo studio, l'autore elabora la cosiddetta teoria del nesso causale, secondo cui il gulag sarebbe sostanzialmente il "prius logico e fattuale" di Auschwitz e di tutto l'universo concentrazionario nazista. Le tesi di Nolte sono state accolte in modo estremamente controverso dagli storici in quanto i campi di detenzione forzata dei prigionieri erano una procedura consolidata almeno fin dai tempi della prima guerra mondiale..

## Prigionieri illustri
- Aleksej Feodos'evič Vangengejm, meteorologo del Servizio idrometeorologico dell'URSS
- Varlam Šalamov, scrittore, poeta e giornalista.
- beato Leonid Fëdorov, vescovo della Chiesa cattolica russa
- Dmitrij Lichačëv, grande studioso di letteratura russa
- Pavel Florenskij, filosofo, matematico e religioso.